# Deception Island
Deception Island (englisch, spanisch Isla Decepción ‚Insel der Täuschung‘) ist eine der Südlichen Shetlandinseln, einer subantarktischen Inselgruppe. Die Insel ist der Gipfelbereich eines vom Meeresgrund etwa 1500 m hoch aufragenden aktiven Vulkans; der bislang letzte Ausbruch fand im Jahr 1970 statt. Die Caldera bildet einen großen natürlichen Hafen. Vormals befand sich in der Bucht eine Walfangstation, nun beherbergt sie mehrere Forschungsstationen und ist ein antarktisches Tourismusziel.

## Geographie
Die ungefähr 20 km südlich der Livingston-Insel in der Bransfieldstraße liegende Insel besteht aus dem Rand einer vom Meer gefluteten Caldera und hat einen Durchmesser von 13 bis 14 km. Durch eine im Südosten der Insel gelegene weniger als 400 m breite Meerenge, Neptuns Blasebalg genannt, können Schiffe in den Kratersee, Port Foster, gelangen. Durch vulkanische Aktivität liegt die Wassertemperatur dort bei etwa 10 °C. Die höchsten Erhebungen der Insel sind der Mount Kirkwood mit rund 460 m und der Mount Pond, der 539 m hoch ist. Ihr westlicher Ausläufer ist die Landspitze West Point. Aufgrund ihrer charakteristischen Form heißt die Ostküste Costa Recta.
Deception Island ist eine geologisch sehr junge Insel, die vermutlich erst während der letzten 150.000 Jahre entstanden ist. Vor ungefähr 10.000 Jahren führte ein Vulkanausbruch der Stärke 6 auf der VEI-Skala, bei dem Material mit einem geschätzten Volumen von rund 30 km³ ausgeworfen wurde, zum Einbruch der Caldera. Der Vulkan gilt weiterhin als aktiv und unberechenbar. Messungen gegen Ende des 20. Jahrhunderts ergaben, dass sich der bis etwa 165 m unter dem Meeresspiegel liegende Boden der Caldera mit einer Rate von mehr als 30 cm pro Jahr hebt, was auf ein Wiederaufleben der vulkanischen Tätigkeit hinweisen könnte.

## Geschichte
Erstmals gesichtet wurde die Insel am 29. Januar 1820 von William Smith und Edward Bransfield. Sie konnte aber wegen des herrschenden schlechten Wetters nicht betreten werden. Vermutlich als Erster segelte der amerikanische Robbenfänger Hero unter seinem Kapitän Nathaniel Palmer in den später als Port Foster bezeichneten natürlichen Hafen. Dieser ist nach Henry Foster benannt, der 1829 als Leiter der ersten wissenschaftlichen Expedition in die Antarktis geophysikalische Messungen mit dem Reversionspendel in der nach diesem Ereignis benannten Pendulum Cove (englisch für Pendelbucht) durchführte.

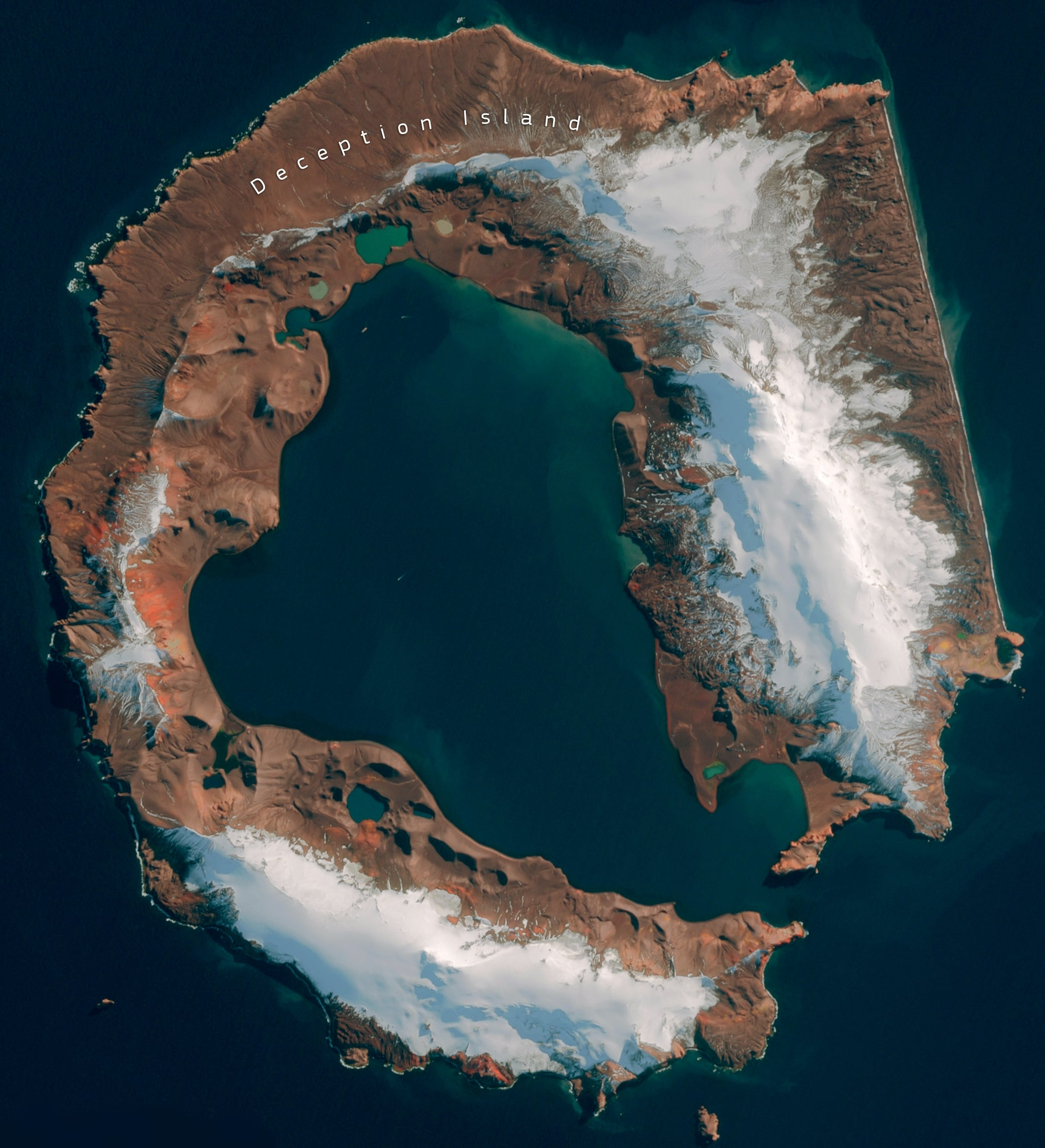
Deception Island in einer Satellitenaufnahme von Sentinel-2

1842 wurde erstmals ein Vulkanausbruch auf der Insel direkt beobachtet. Der Vulkanismus beeinträchtigte bis zum Ausbruch im Jahr 1967, der eine Phase größerer Aktivität einleitete, weder die Tätigkeit der Walfänger und Robbenschläger noch die der Forscher in größerem Maße. Beim Ausbruch von 1967 wurden die englische Forschungsstation an der Whalers Bay sowie die chilenischen Forschungsstationen Pedro Aguirre Cerda und Gutiérrez Vargas an der Pendulum Cove schwer beschädigt. Der Versuch der Briten, ihre Station 1969 wieder aufzubauen, wurde durch einen erneuten Ausbruch am 21. Februar an der westlichen Seite des Mount Pond beendet, der zwei Tage später zur endgültigen Aufgabe der Station führte.
Von 1912 bis 1931 befand sich an der Whalers Bay die von der norwegischen Hvalfangerselskabet Hektor A/S betriebene südlichste Trankocherei der Welt. Größtenteils aus dieser Zeit stammt ein Friedhof mit 35 Gräbern, der bei den Vulkanausbrüchen der 1960er Jahre weitgehend verschüttet wurde.
Am 16. November 1928 startete der australische Polarforscher Hubert Wilkins mit seinem US-amerikanischen Piloten Carl Ben Eielson auf Deception Island zum ersten motorisierten Flug in der Antarktis. Am 20. Dezember flogen sie mit ihrer Lockheed Vega entlang der Gerlache-Straße und überquerten die hohen Berge der Antarktischen Halbinsel. Bei 71° 20′ S und 64° 15′ W drehten sie mit halbleerem Tank um. Dem Land vor ihnen gab Wilkins den Namen Hearst-Land, heute Hearst-Insel genannt. Nach elf Stunden und mehr als 2100 km Flugstrecke landete die Maschine wieder auf Deception Island.
1941 entsandte die Royal Navy einen Kreuzer nach Deception, der in der Whalers Bay Sprengkommandos an Land setzte, um alle für deutsche Kriegsschiffe brauchbaren Einrichtungen zu zerstören, da die Briten befürchteten, die deutsche Kriegsmarine könnte Deception als Basis für Operationen von Handelskreuzern nutzen.
Die Überreste der norwegischen Walfangstation wurden 1995 als Historic Site and Monument No. 71 gemäß dem Antarktis-Vertrag unter Schutz gestellt. Das geschützte Gebiet wurde 2003 unter anderem um die Reste der britischen Forschungsstation erweitert.

## Forschungsstationen
1944 errichteten die Briten im Rahmen der Operation Tabarin die erste Forschungsstation auf Deception Island (Deception Island – Base B), die bis in die 1960er Jahre hinein für die Flüge des British Antarctic Survey (BAS) genutzt wurde. Die Station war vom 3. Februar 1944 bis zum 23. Februar 1969 besetzt. Der Hangar am Nordende der Whalers Bay ist – neben dem Wrack einer einmotorigen DHC-3 Otter, das im April 2004 nach England zurücktransportiert wurde – bis heute erhalten geblieben. Die Station B des Falkland Islands Dependencies Survey (FIDS) diente außerdem Wissenschaftlern für meteorologische Beobachtungen und für geologische Untersuchungen. Die Station wurde am 5. Dezember 1967 nach vulkanischen Ausbrüchen kurzzeitig geräumt. Eine erneute Räumung erfolgte am 21. Februar 1969, als weitere Eruptionen die Gebäude der Station beschädigten. In beiden Fällen erfolgte die Evakuierung durch das chilenische Schiff Pilato Pardo. Die Besatzung der Station kehrte zwei Tage später lediglich zurück, um ihr persönliches Eigentum mitzunehmen.
Die Gebäude der britischen Station waren zu Beginn solche, die die norwegische Walfanggesellschaft Aktieselskabet Hektor aufgestellt hatte. Das alte Unterkunftsgebäude wurde ab 1944 unter der Bezeichnung „Bleak House“ als Büro- und Wohngebäude genutzt, brannte jedoch am 8. September 1946 ab. Daraufhin nutzte man eine weitere Unterkunft der Walfangstation als Wohn- und Schlafstätte mit der Bezeichnung „Biscoe House“, nach dem Schiffsführer John Biscoe, der 1832 Grahamland entdeckt hatte. Die frühere Villa der Stationsverwaltung wurde als Vorratsgebäude genutzt.
Die Falkland Islands and Dependencies Aerial Survey Expedition (FIDASE, 1955–1957) errichtete eine eigene Unterkunft für die Angestellten der Firma Hunting Aerosurveys Ltd., die nach Abschluss der Expedition ins Eigentum des FIDS überging. Ein Flugzeughangar wurde im März 1962 errichtet. Ein weiteres Gebäude aus Kunststoff wurde 1985 bei einem Besuch durch das Forschungsschiff John Biscoe nicht mehr gefunden. Der Friedhof aus der Walfängerzeit ist durch Schlamm- und Steinlawinen während der Vulkanausbrüche zerstört worden, jedoch durch eine Gedenktafel markiert. Der BAS räumte die verlassene Station auf und beseitigte den vorhandenen Müll in den antarktischen Sommern 1990/91 und 1991/92.
1948 eröffnete Argentinien seine Forschungsstation Base Decepción, die bis zu dem Vulkanausbruch 1967 ganzjährig besetzt war und jetzt nur noch als Sommerstation betrieben wird.
1989/90 eröffnete Spanien die Forschungsstation Gabriel de Castilla, die nur im Sommer betrieben wird, mit einer Besatzung von 13 Personen.
Teile der Insel sind mittlerweile Sperrgebiet, um dort die Wiederansiedlung von pflanzlichem Leben auf der Vulkanasche beobachten zu können.
Am Außenrand der Insel im Südosten liegt der Vorsprung Baily Head. Dort findet sich eine große Brutkolonie von Zügelpinguinen mit geschätzten 100.000 Brutpaaren.
Deception Island wird von Kreuzfahrtschiffen angesteuert und ist eine der meistbesuchten Inseln in der Antarktis.

## Karten

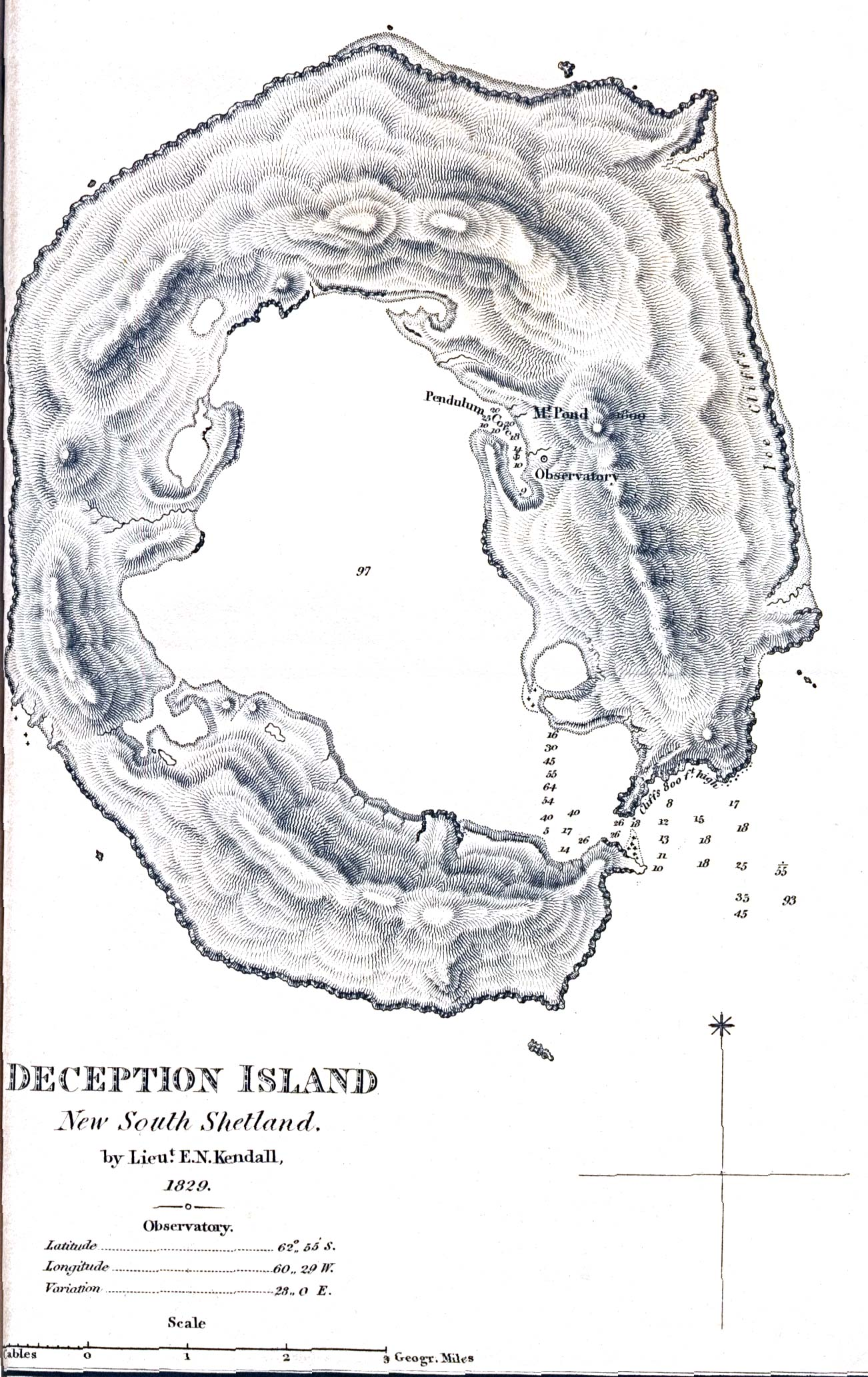
Karte von 1829
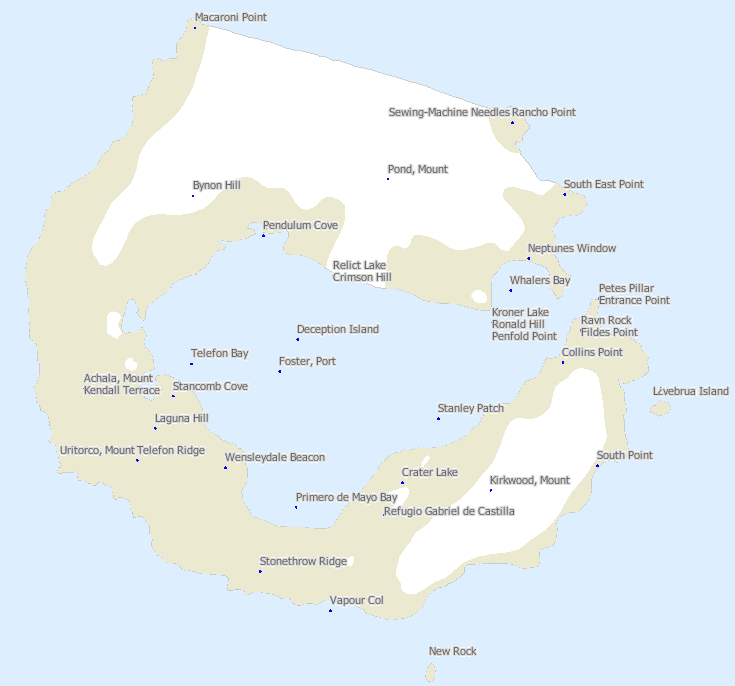
Geographische Namen
Topografische Karte

## Bildergalerie

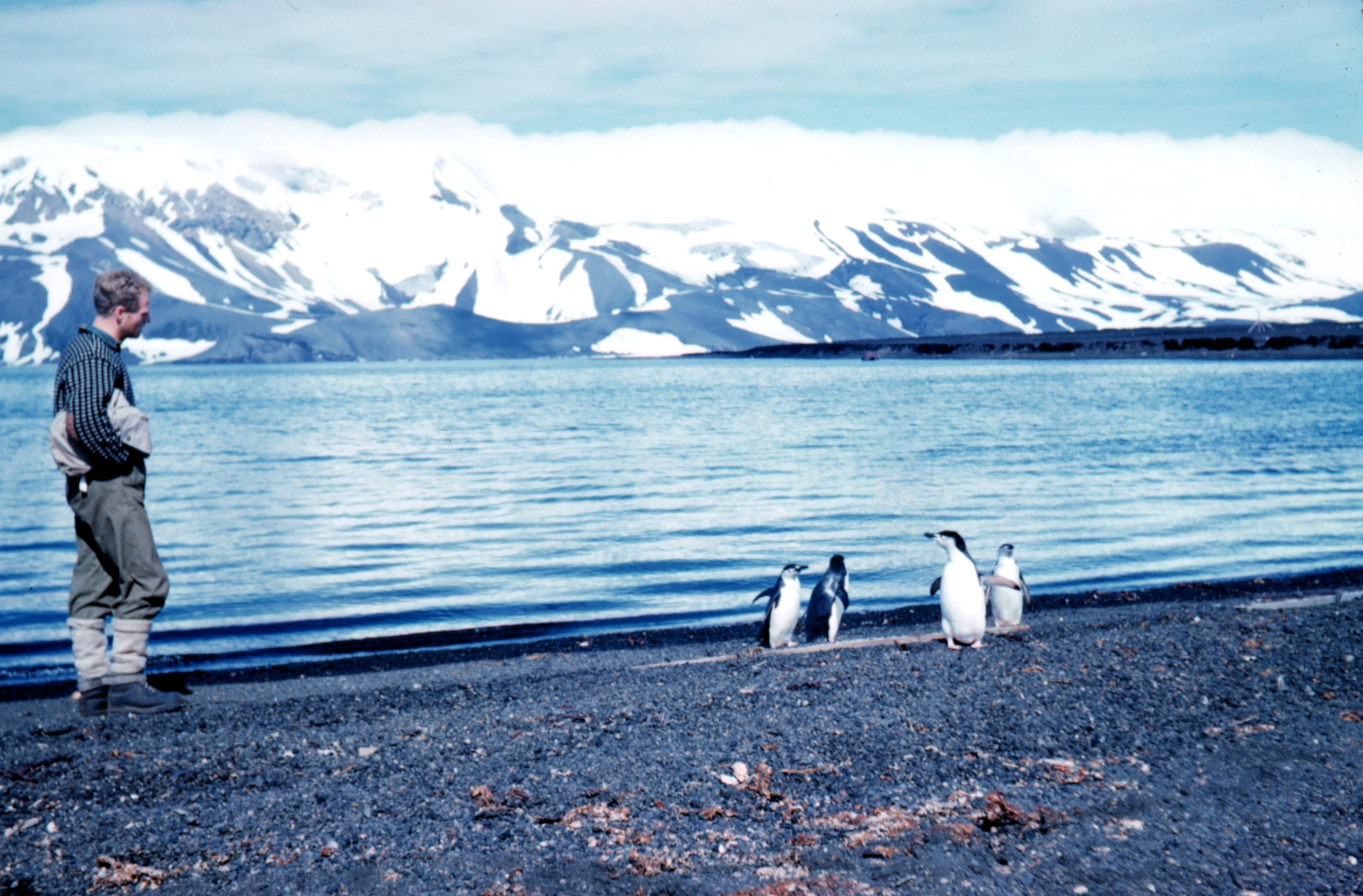
Zügelpinguine auf Deception Island (1962)
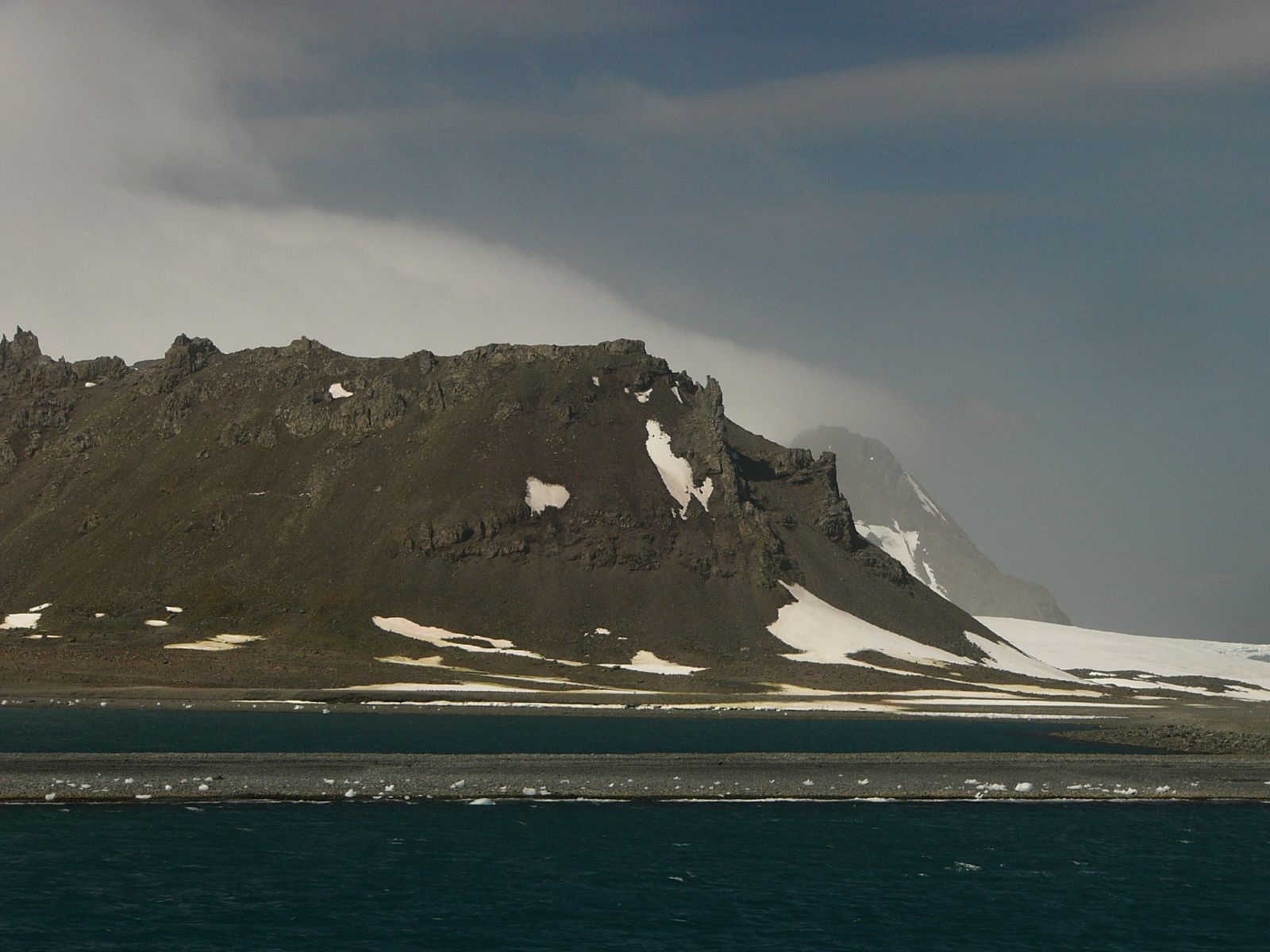
Wand der Caldera (2006)
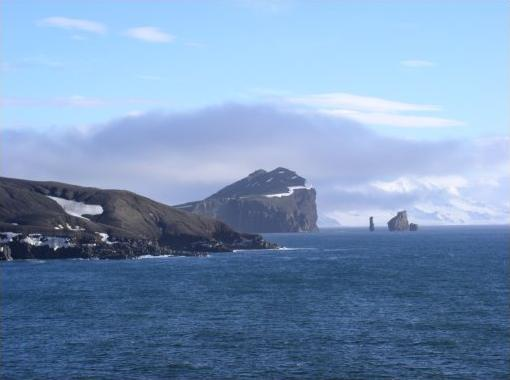
Der Rancho Point mit den Sewing-Machine Needles (2003)
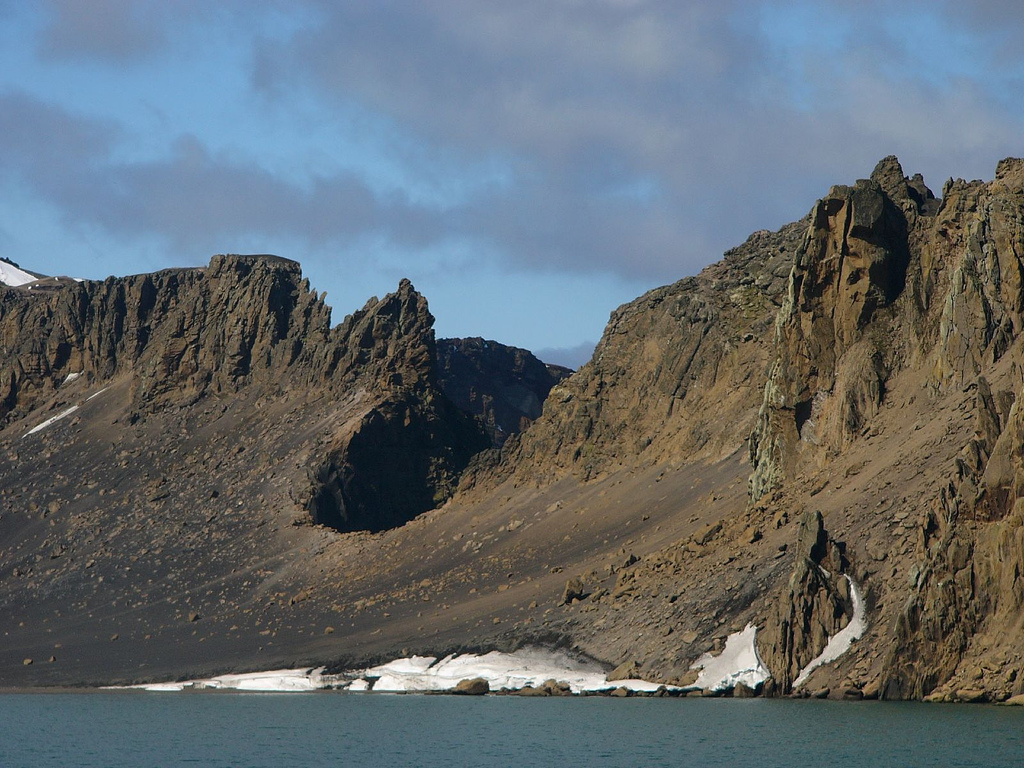
Wand der Caldera mit der Scharte Neptunes Window (2006)
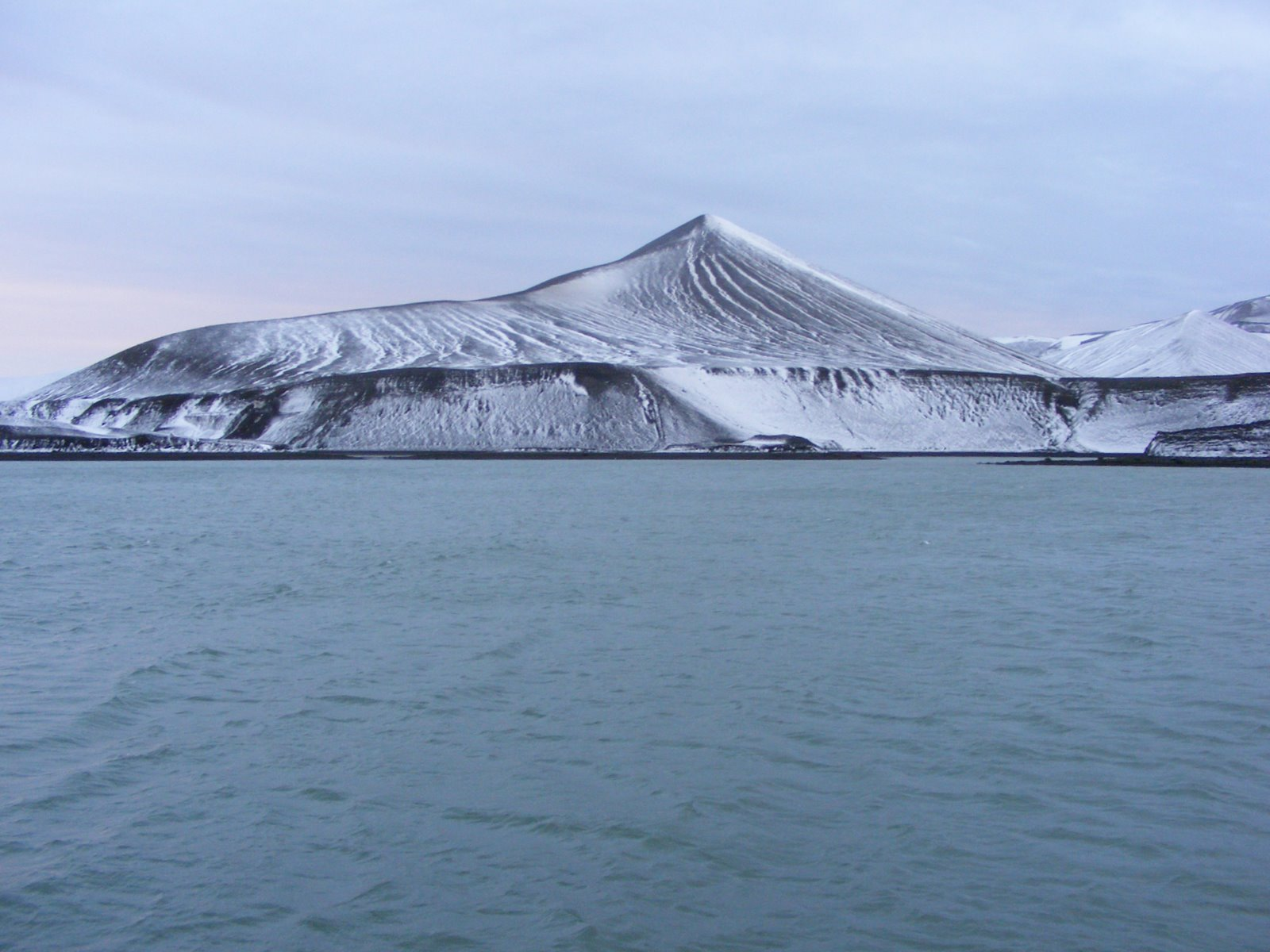
Der Cross Hill an der Telefon Bay (2008)
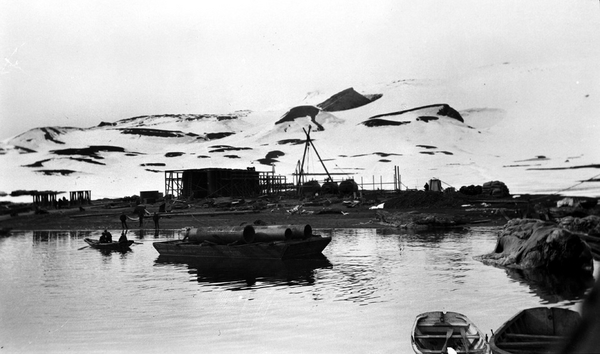
Norwegische Walfangstation im Bau (1912)
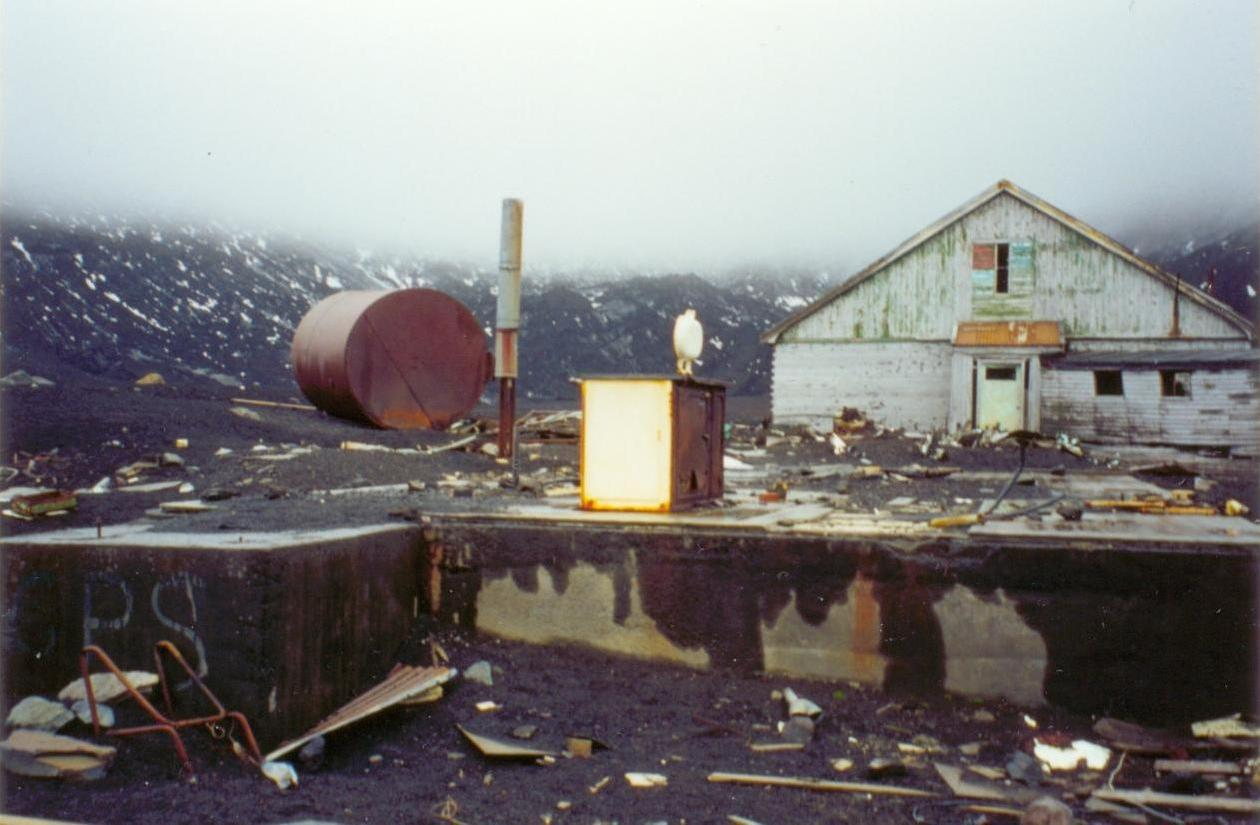
Zerstörte britische Forschungsstation
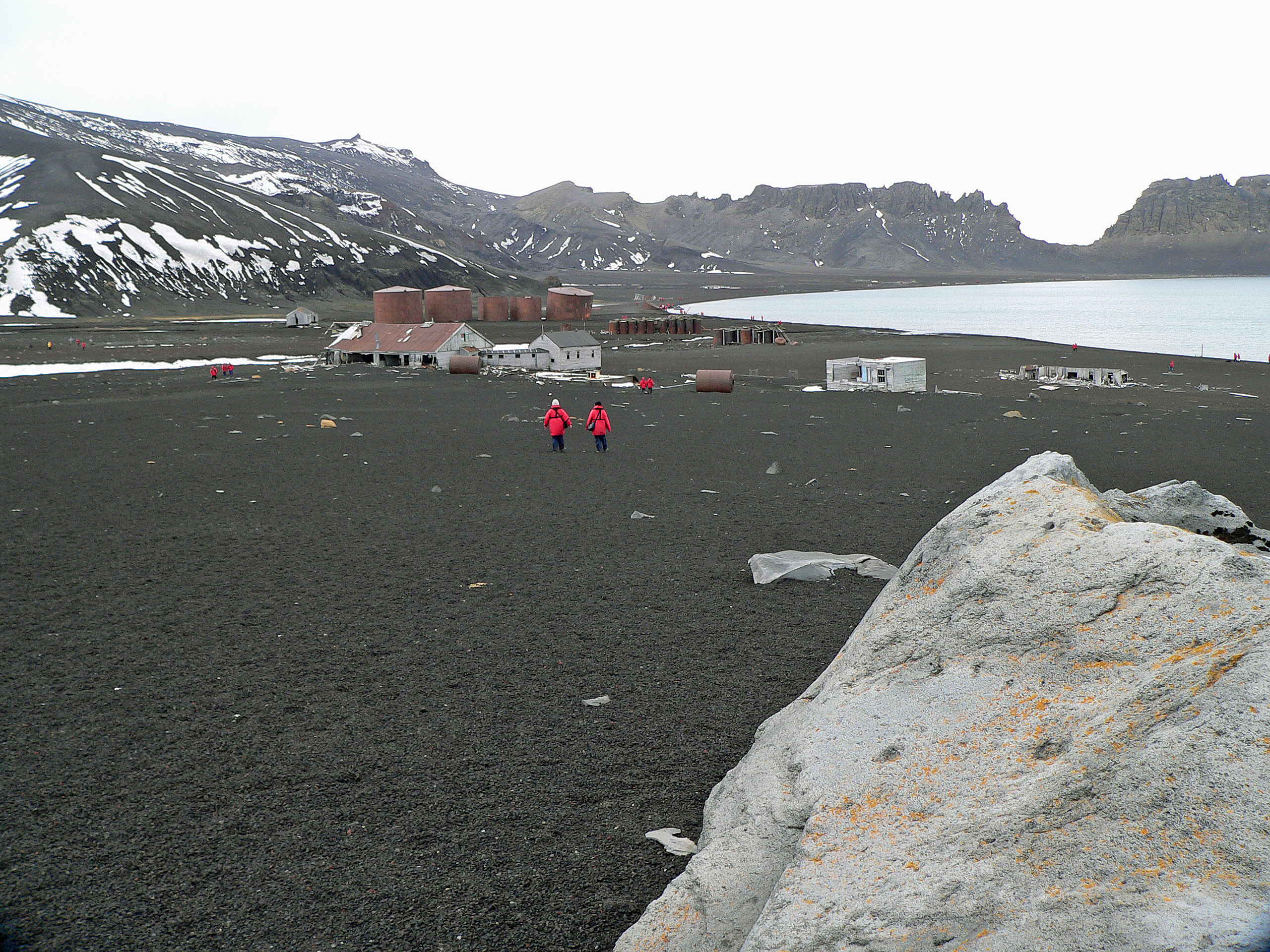
Überreste der britischen Station (2007)
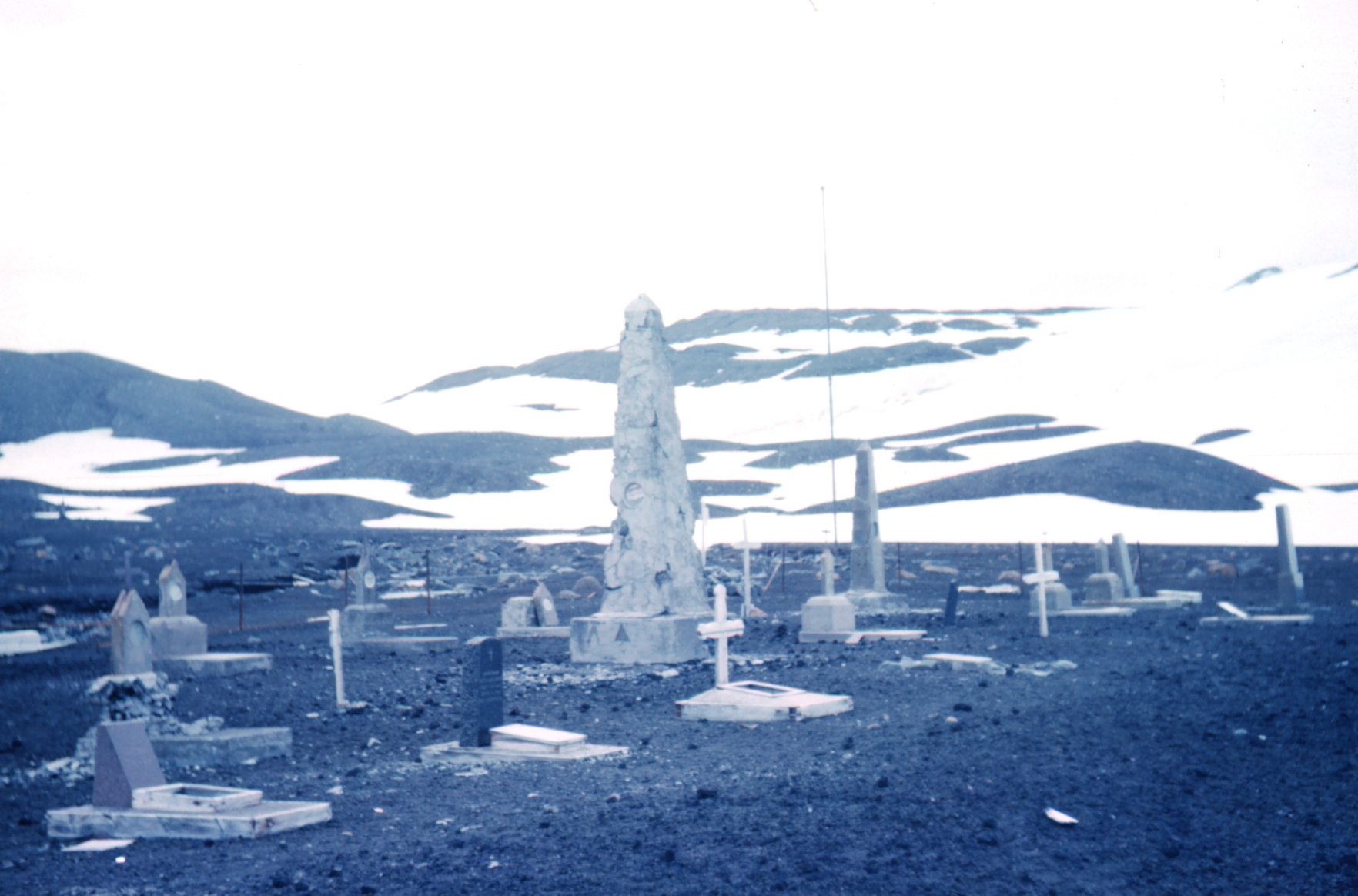
Ehemaliger Friedhof (1962, mittlerweile verschüttet)
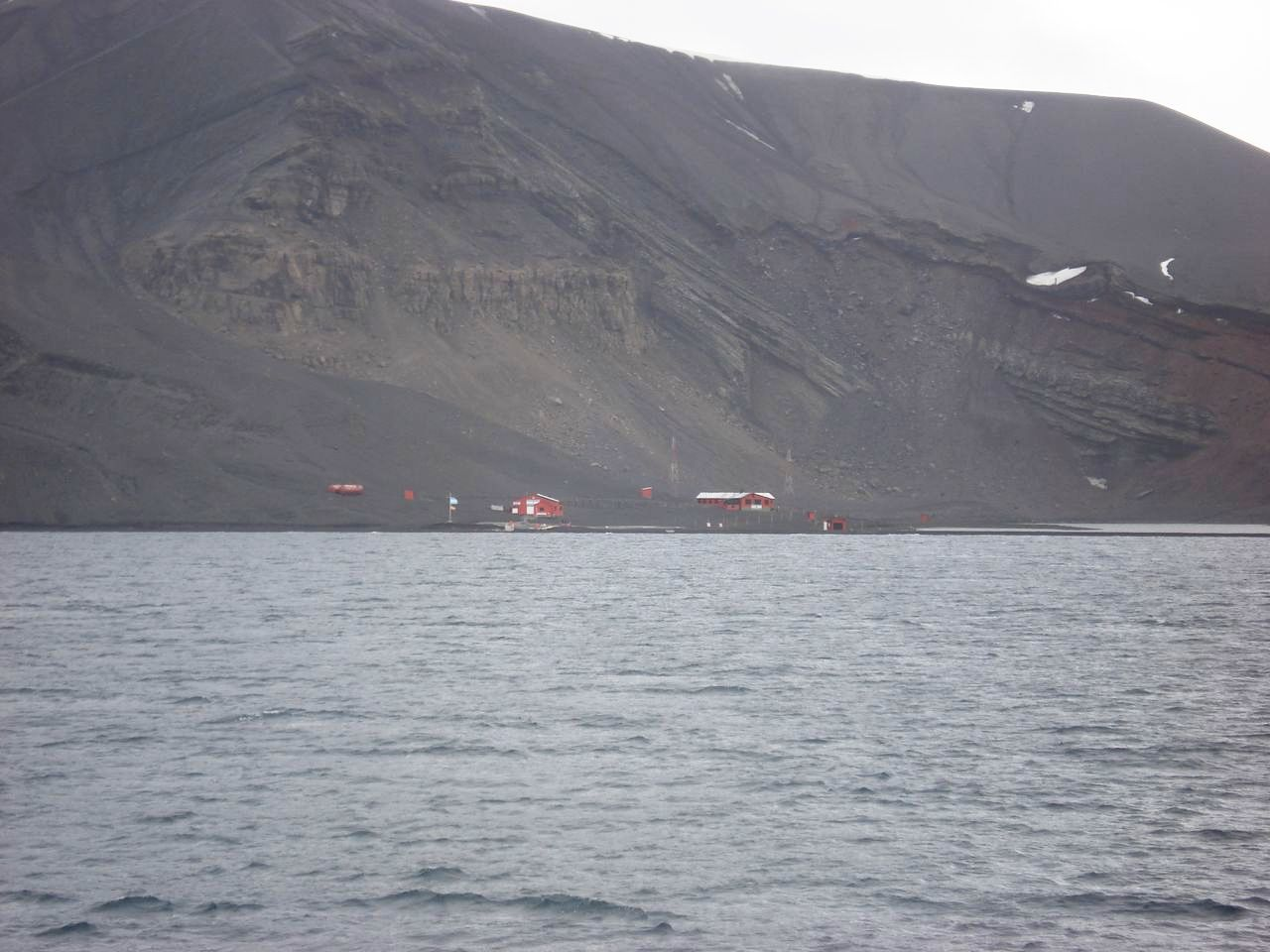
Argentinische Sommerstation Base Decepción (2009)
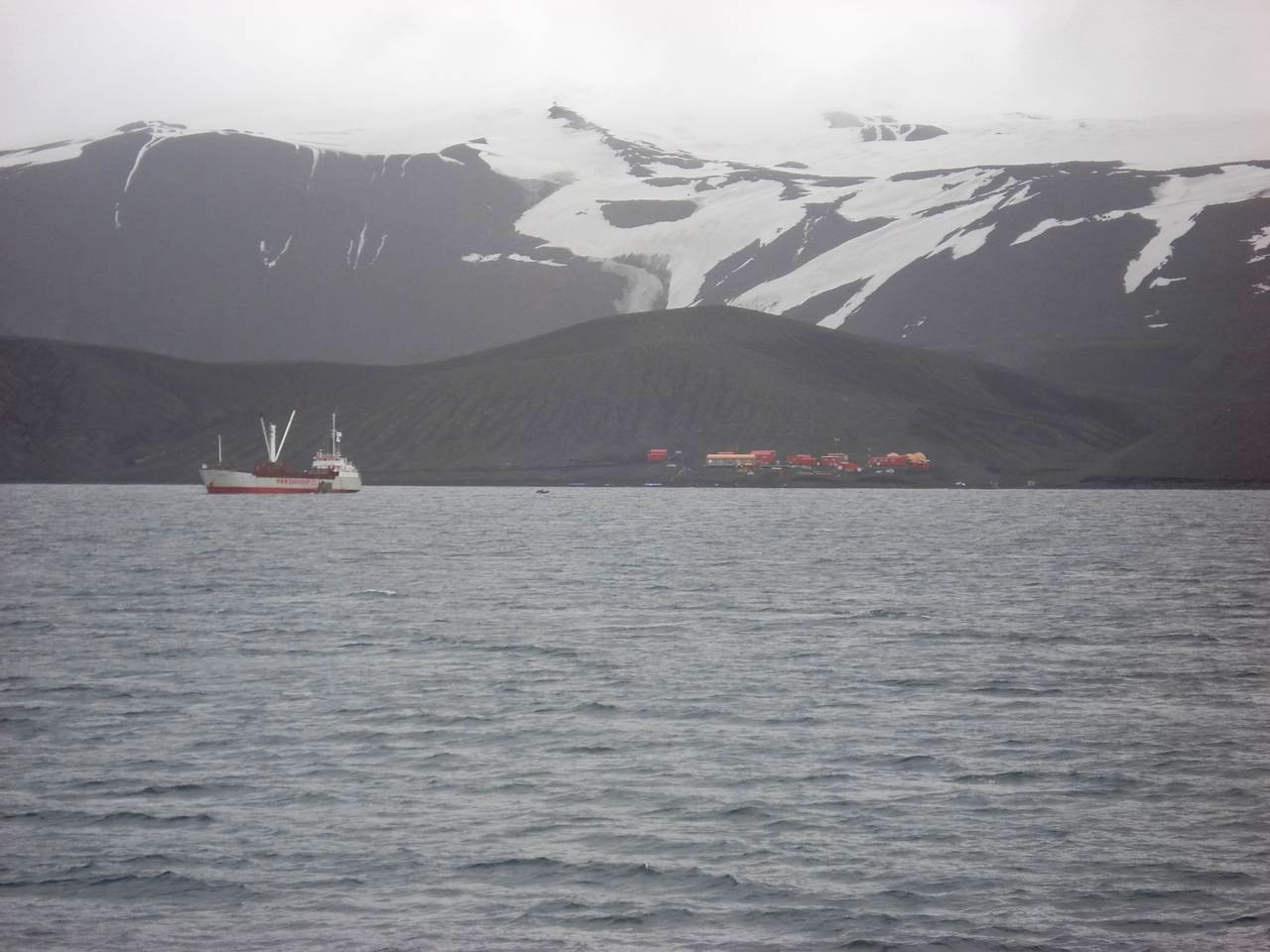
Spanische Sommerstation Gabriel de Castilla (2009)